# Mrowiny
Mrowiny (niem. Konradswaldau) – wieś w Polsce położona w województwie dolnośląskim, w powiecie świdnickim, w gminie Żarów.

## Podstawowe dane
W latach 1975–1998 miejscowość administracyjnie należała do województwa wałbrzyskiego.
W marcu 2021 w miejscowości mieszkało 961 osób.
Działa tutaj Szkoła Podstawowa im. Anny Jenke, Ochotnicza Straż Pożarna i Młodzieżowy Ośrodek Wychowawczy. Na pograniczu tej miejscowości z Żarowem istniała kopalnia kaolinu "Andrzej".

## Historia
Od roku 1274/1277 wieś należało do Księstwa Świdnicko-Jaworskiego. Jako właściciel wsi udokumentowany był w 1353 roku Konrad von Tschirn (von Czirn). Po pierwszej wojnie śląskiej wieś z niemal całym Śląskiem przypadła Prusom w latach 1741-42. Kościół protestancki zbudowano w 1743 r. W 1866 r. we wsi i okolicznych wioskach wybuchła zaraza cholery, zabijając około 60mieszkańców w okresie od sierpnia do września. W 1921 roku Marie von Kulmiz ufundowała pomnik wojenny. W wyniku II wojny światowej wieś została włączona do Polski. Nowo osiedleni mieszkańcy byli częściowo przesiedleńcami ze wschodniej Polski, która została zaanektowana przez Związek Radziecki. W 1964 roku kościół protestancki został zburzony, z wyjątkiem wieży. 

## Zabytki
Do wojewódzkiego rejestru zabytków wpisane są:
- Pałac neorenesansowy, zabytkowy z 1838, przebudowany w latach 1870-1871[6][7], powstał na miejscu barokowego pałacu z XVIII wieku.
- park pałacowy z drugiej połowy XIX w.
- wieża kościoła ewangelickiego, rozebranego w 1964 roku
- barokowa pastorówka z 1743 znajdująca się obok wieży rozebranego kościoła ewangelickiego (obecnie część Młodzieżowego Ośrodka Wychowawczego)
- mała kapliczka, niegdyś grobowiec zamieszkującej pałac rodziny von Kulmiz
- 300-letnia aleja dębowa

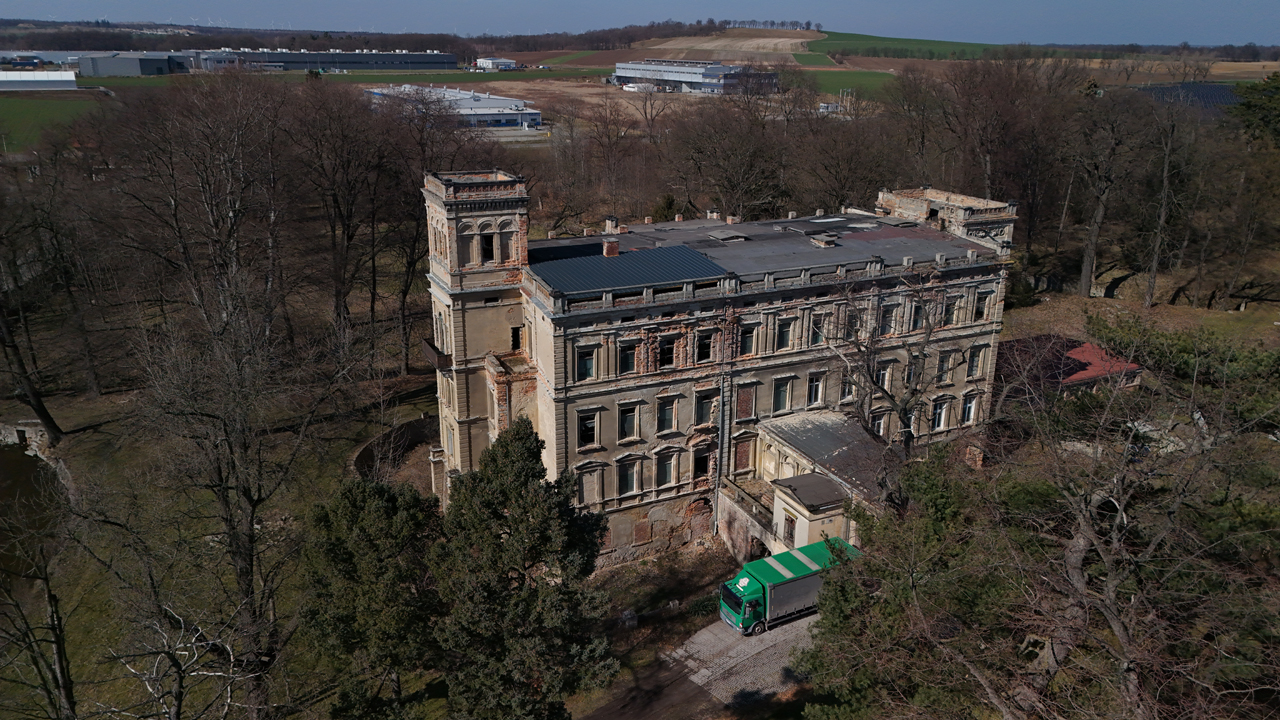
Pałac
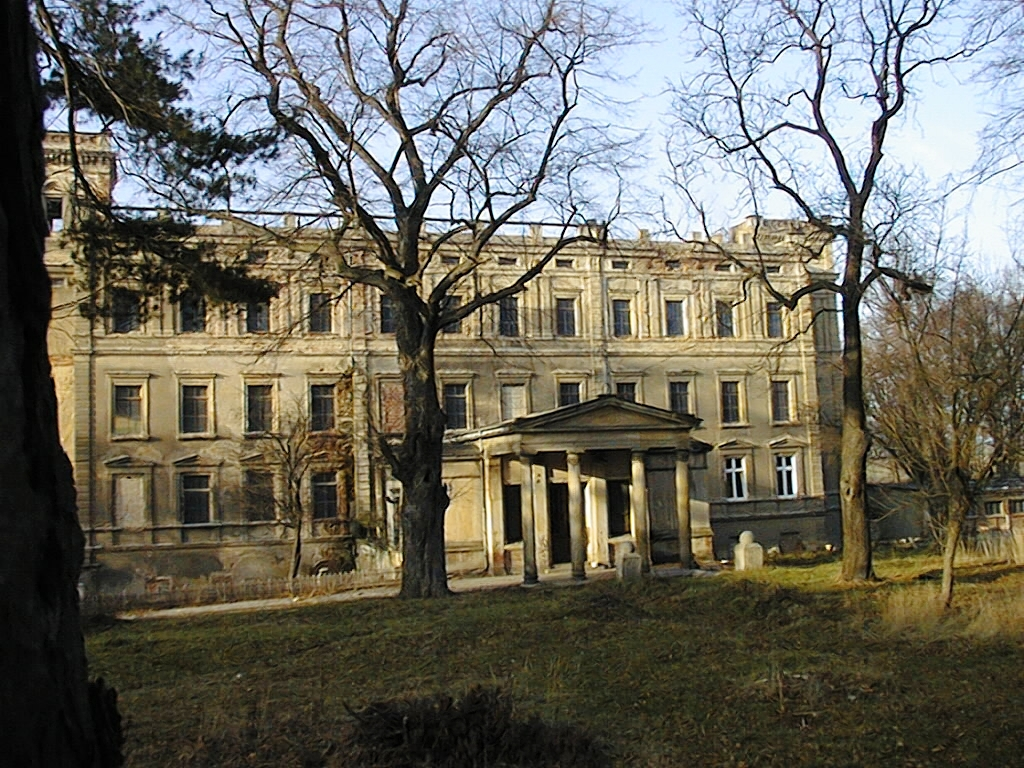
Pałac
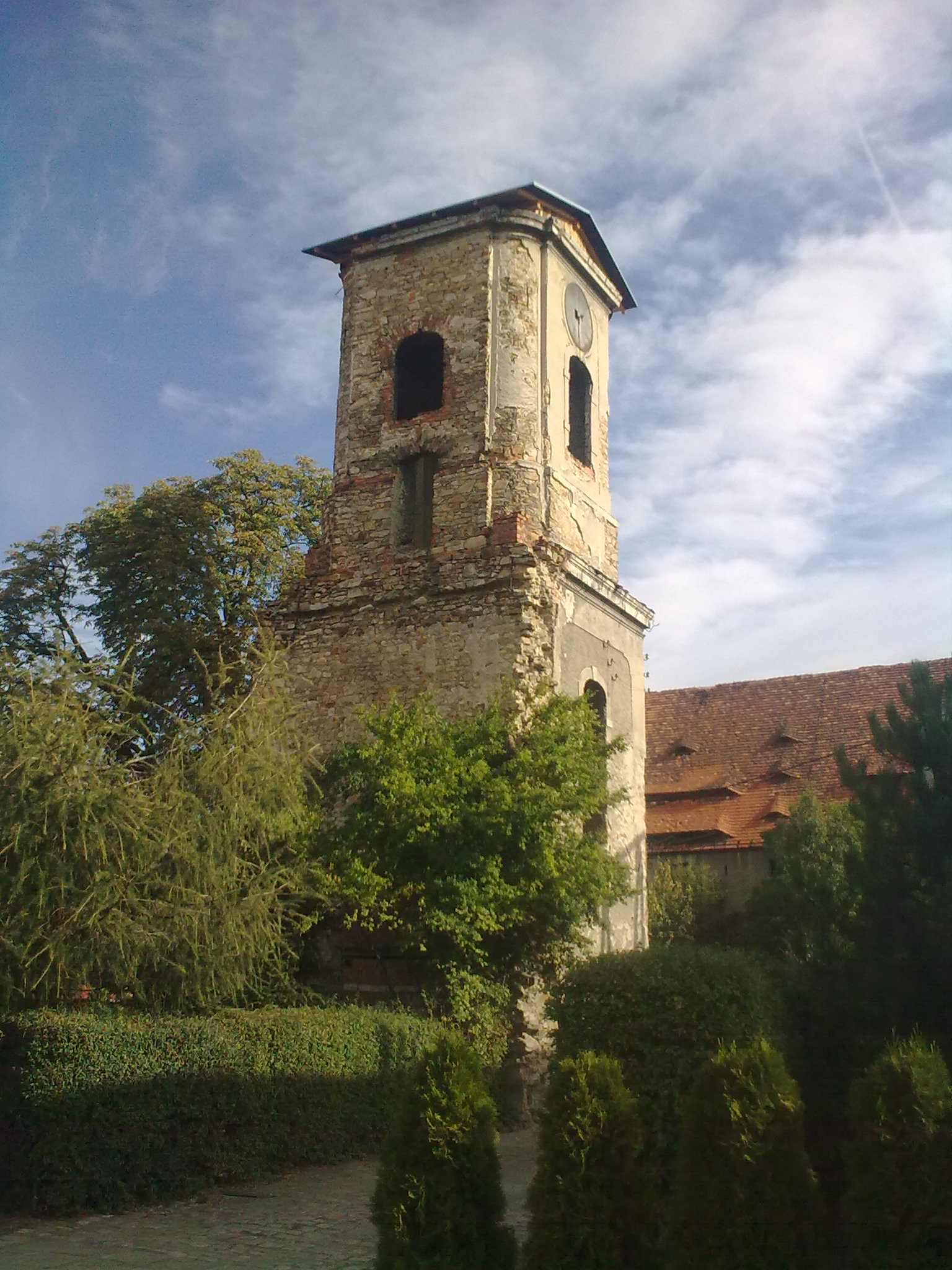
Wieża kościoła
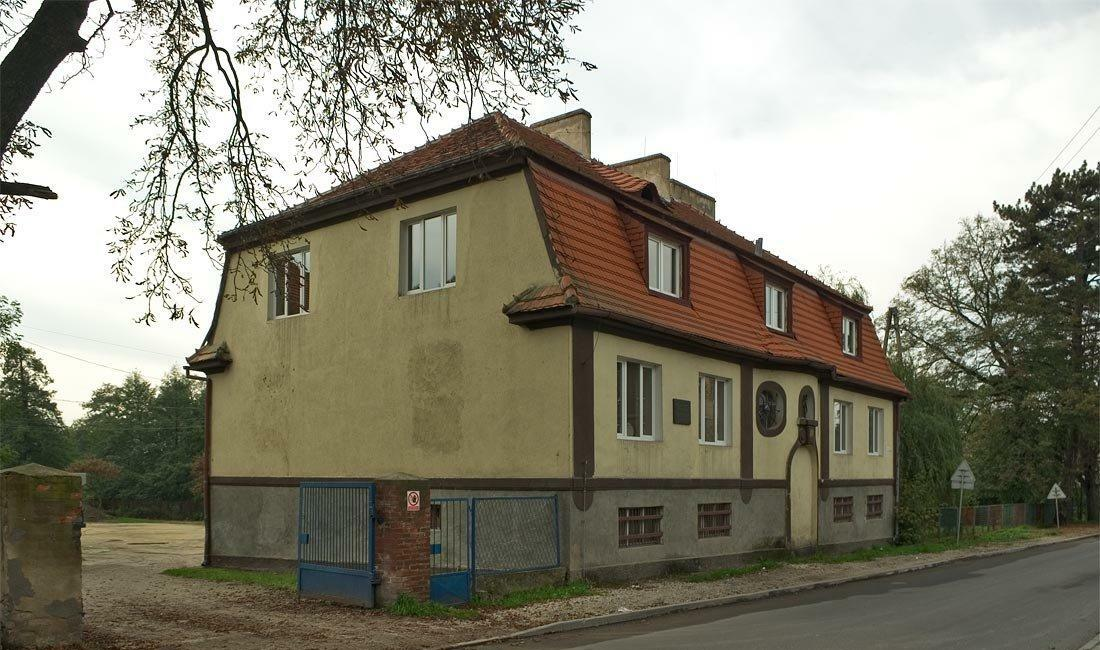
Pastorówka barokowa